# Wiktor Borisow-Musatow
Wiktor Elpidiforowicz Borisow-Musatow (ros. Виктор Эльпидифорович Борисов-Мусатов, w źródłach angielskojęzycznych Victor Borisov-Musatov) (ur. 2 kwietnia?/14 kwietnia 1870 w Saratowie, zm. 26 października?/8 listopada 1905 w Tarusie) – rosyjski malarz, czołowy przedstawiciel modernizmu. Obok Michaiła Wrubla uważany za twórcę rosyjskiego symbolizmu.

## Życiorys
Urodził się w rodzinie urzędnika kolejowego, we wczesnym dzieciństwie miał poważny wypadek, na skutek urazu kręgosłupa był garbaty. Zniekształcenie sylwetki miało znaczny wpływ na jego psychikę i stan zdrowia. W 1884 podjął naukę w szkole realnej w Saratowie. Edukację kontynuował w Moskiewskiej Szkole Malarstwa, Rzeźby i Architektury (1890–1891, 1893–1895) i Akademii Sztuk Pięknych w Petersburgu (1892–1894). Jesienią 1895 wyjechał do Paryża, gdzie podjął studia w pracowni Fernanda Cormona. Po powrocie w 1898 do Rosji żył i pracował w Saratowie, Moskwie i Tarusie. Przez większą część życia cierpiał niedostatek, dopiero dwa lata przed śmiercią ożenił się, a jego prace zaczęły się dobrze sprzedawać. Zmarł przedwcześnie na atak serca, został pochowany na wysokim brzegu Oki pod miastem Tarusa.

## Twórczość
Wiktor Borisow-Musatow malował początkowo portrety i pejzaże pod wyraźnym wpływem impresjonistów. Później skoncentrował się na tematyce rodzajowej, przedstawiał sceny z życia dworskiego rosyjskiej szlachty i arystokracji. Jego prace cechuje liryzm, odrealnienie i ogólnikowość, tworzył kompozycje linearne, nacechowane symbolicznymi znaczeniami i niebiesko-zieloną kolorystyką. Krytycy sztuki zwracali uwagę na wpływ nabistów i francuskiego symbolisty Puvisa de Chavannesa.
Artysta prezentował swoje prace na wystawach Stowarzyszenia Artystów w Moskwie, w Paryżu i w wielu niemieckich miastach. Był blisko związany z grupą artystyczną Świat Sztuki. Posługiwał się techniką olejną, temperą i pastelami, tworzył też akwarele.

## Wybrane prace
- Autoportret z siostrą, 1898,
- Harmonia, 1900,
- Sadzawka, 1902,
- Widmo, 1903,
- Jesienny wieczór, 1903,
- Nastrój wieczorny, 1904,
- Requiem, 1905.

## Galeria

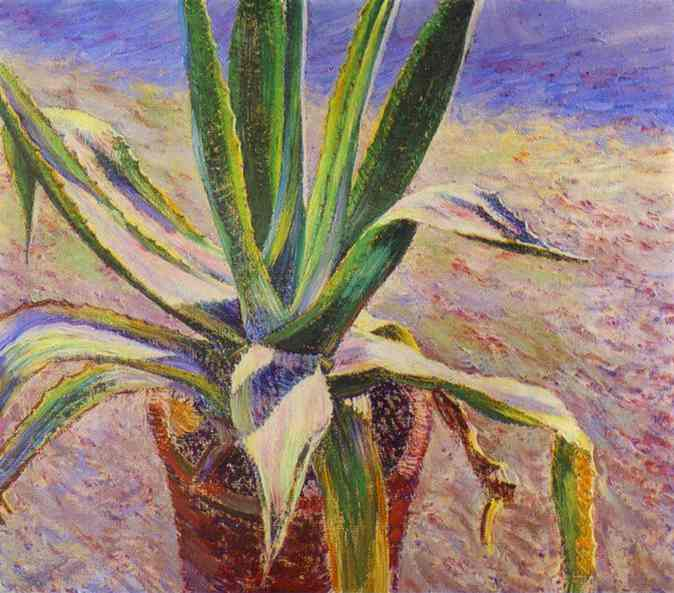
Agawa, 1897
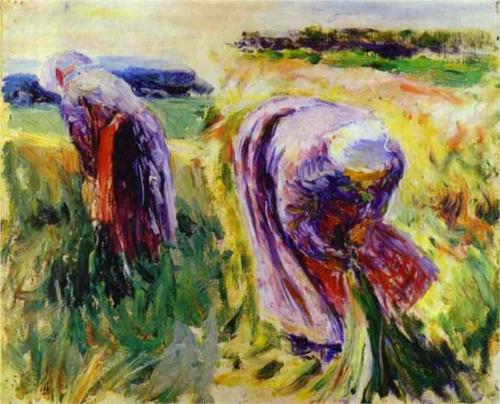
Żniwiarze, 1897
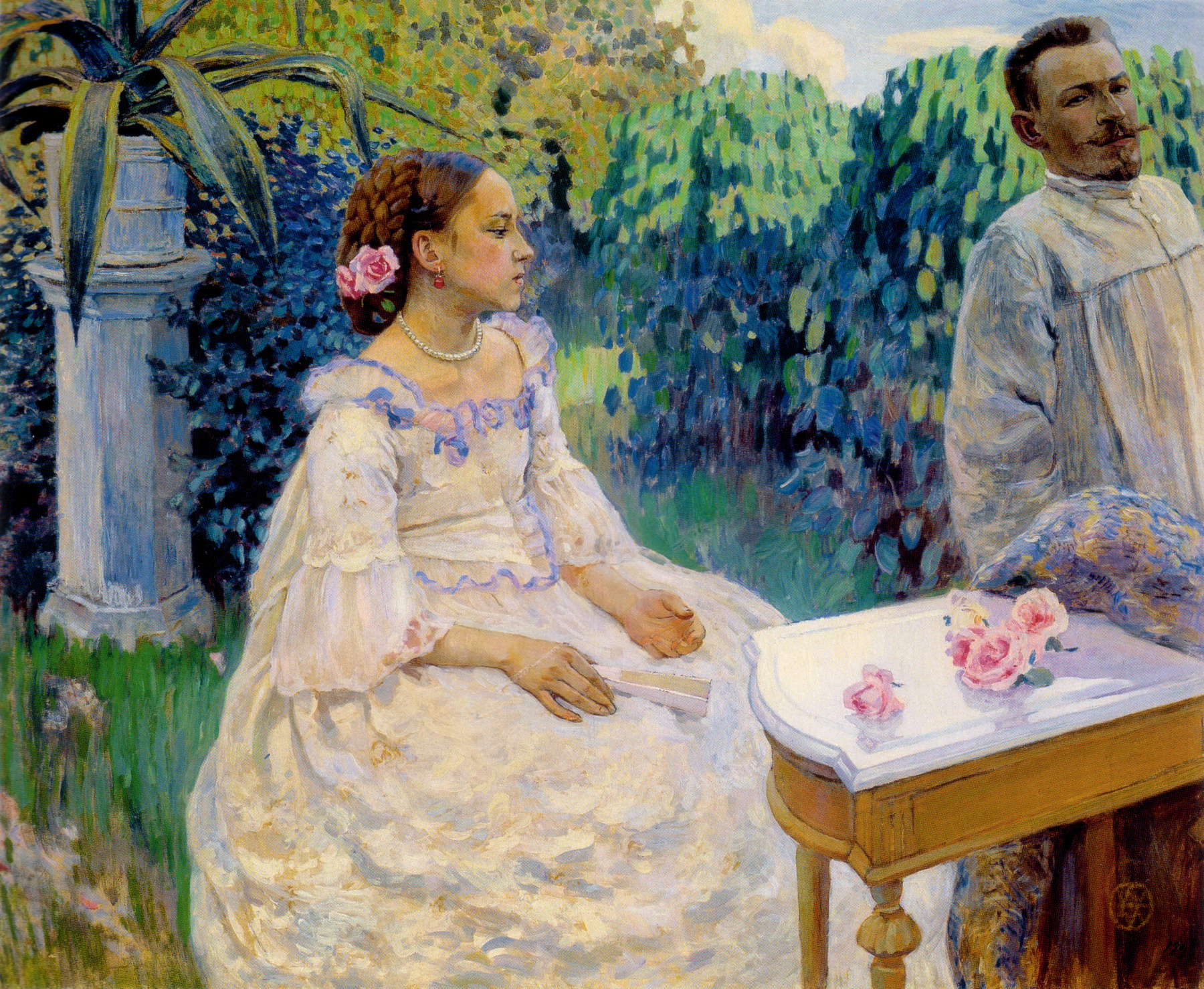
Autoportret z siostrą, 1898
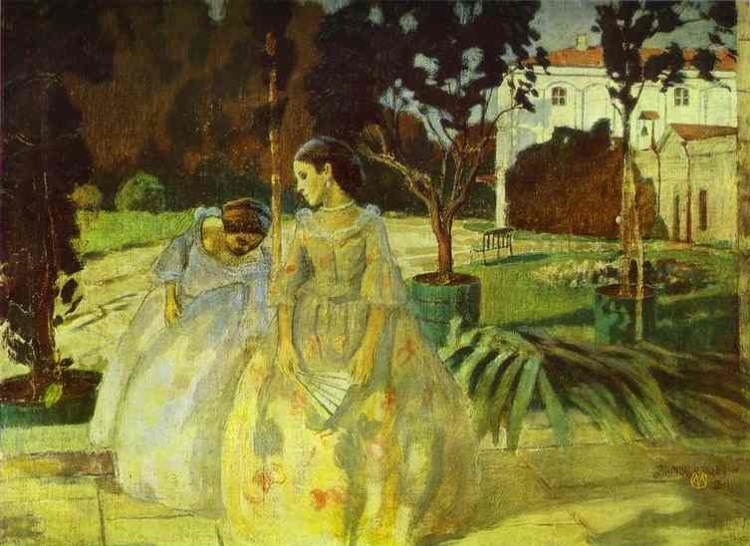
Jesienny nastrój, 1901
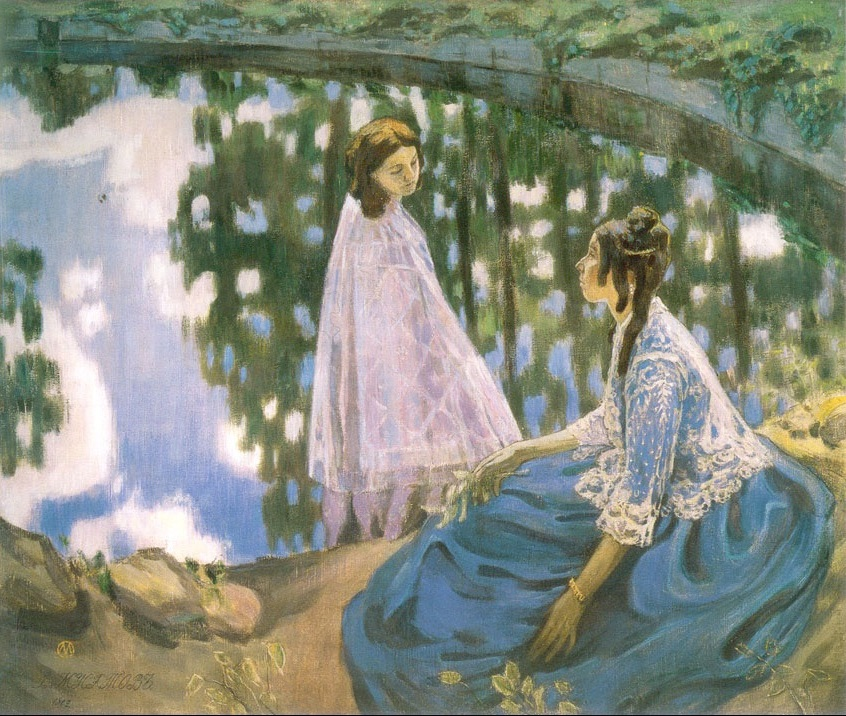
Sadzawka, 1902
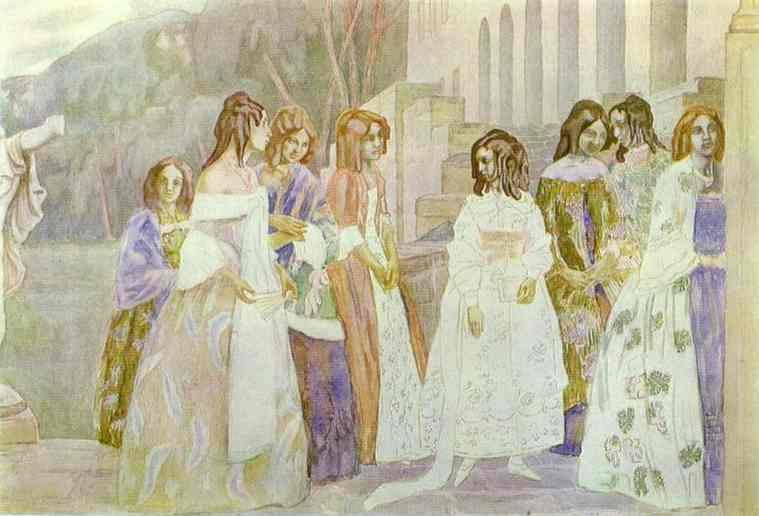
Requiem, 1905